# Victoria (Australia)
Victoria este un stat australian, situat în sud-estul continentului. După numărul populație, acesta este al doilea cel mai mare, după Noua Galie de Sud, însă după întinderea teritoriului, acesta este al doilea cel mai mic (după Tasmania). Capitala statului este Melbourne. 

## Istoric
Teritoriul pe care se află statul contemporan Victoria a fost descoperit, în anul 1770, de către James Cook. Primele încercări de colonizare a acestor pământuri s-au încheiat cu eșec.  
La 1 iulie 1851 au fost organizate primele alegeri pentru Parlamentul victorian, marcând astfel ruptura acestui teritoriu de sub autoritatea Noii Galii de Sud și devenind o colonie britanică separată. În curând, se descoperă mai multe zăcăminte aurifere uriașe, între care la Ballarat și Bendigo, cauzând o nouă febră a aurului la nivel global. La 1855, Parlamentul de la Londra a conferit autorităților din colonie autonomie sporită. În 1901, Victoria a aderat la Uniunea Australiei. În timp ce Canberra era zidită, Melbourne a slujit, până la 1927, ca primă capitală federală a țării. 

## Clima
În Victoria sunt 4 tipuri de zone climatice: semiaridă în nord-vest, alpină în centru (în zona Alpilor Australieni), subtropicală în sud și oceanică de-a lungul țărmului. Precipitațiile sunt puține în nord, și bogate în centru și sud.

## Economia
Victoria este unul din cele mai dezvoltate state australiene. Furnizează cel puțin 1/3 din producția industrială a țării. Melbourne, capitala sa, este un important centru financiar. Victoria este un stat bogat în resurse minerale, în special în combustibili, precum țițeiul, gazul natural și cărbunele. Industria joacă un rol important, în special industria constructoare de mașini. Agricultura, de asemenea, aduce venituri importante statului Victoria. Ovicultura (creșterea oilor) este cel mai important sector al agriculturii, aducând venituri de sute de milioane de dolari australieni. Creșterea vitelor este, de asemenea, un important sector al agriculturii.

## Populația
Recensământul de la 2016 a stabilit că:    
- 64,9% din locuitorii acestui stat s-au născut pe teritoriu australian;
- 32% din locuitori s-au declarat de etnie englezească, 29,9% australiană, 10,8% irlandeză, 8,9% scoțiană, 0,8% aborigenă și restul fiind ba din alte părți ale Europei, ba din ale Asiei;
- 72,2% au declarat engleza ca limbă maternă;
- 47,9% din victorieni s-au declarat creștini, din care 23,2% romano-catolici și 3,5% ortodocși. Alți 32,1% de cetățeni s-au declarat atei.